# Железнодорожный транспорт Колумбии
Железнодорожный транспорт Колумбии — один из видов грузового и пассажирского транспорта на территории Колумбии.

## История
Первая железнодорожная линия на территории страны была построена в 1874 году.
После окончания второй мировой войны количество автомашин в стране начало увеличиваться (что привело к увеличению значения автомобильного транспорта и постепенному снижению значения железнодорожного транспорта). В 1970 году общая протяжённость железных дорог страны составляла 3436 км, в 1985 году - 3,5 тыс. км.
В 2015 году протяжённость железных дорог страны составляла 2141 км, из них:
- 1991 км — с колеёй 914 мм, и
- 150 км — с шириной колеи 1435 мм.

## Железнодорожные связи со смежными странами
- Венесуэла — нет, одинаковая ширина колеи 1435 мм.
- Панама — нет, одинаковая ширина колеи 1435 мм.
- Перу — нет, одинаковая ширина колеи 1435 мм.
- Бразилия — нет, изменение ширины колеи с 1435 мм, на 1000 мм.
- Эквадор — нет, изменение ширины колеи с 1435 мм, на 1067 мм.